# 3 Supermen alle Olimpiadi
3 Supermen alle Olimpiadi (Üç süpermen olimpiyatlarda) è un film del 1984, diretto da Italo Martinenghi (non accreditato).
È uno dei film della serie dei 3 Supermen, in cui più volte cambiano regista, interpreti e nomi dei personaggi, avviata col film I fantastici 3 Supermen del 1967.